# Меган Маркъл
Меган, херцогиня на Съсекс (на английски: Meghan, Duchess of Sussex), родена Рейчъл Меган Маркъл (на английски: Rachel Meghan Markle), е член на британското кралско семейство, херцогиня на Съсекс, графиня на Дъмбартън, баронеса Килкил и бивша американска актриса и фотомодел. На 19 май 2018 г. сключва брак с принц Хари, херцог на Съсекс. След като обявява годежа си официално, тя се отказва и от актьорската си кариера.
Меган е родена и израснала в Лос Анджелис, Калифорния. Актьорската ѝ кариера започва в Северозападния университет. Нейната последна и най-значима екранна роля е тази на Рейчъл Зейн в седем сезона (2011 – 2018) на американската телевизионна правна драма „Костюмари“. Тя също така има значимо присъствие в социалните медии. Това включва лайфстайл блога The Tig (2014 – 2017), който печели признание за нейния моден усет и довежда до създаването и лансирането на две модни линии през 2015 – 2016 г. По време на блога Меган участва в благотворителна дейност, фокусирана предимно върху проблемите на жените и социалната справедливост. Тя е омъжена за американския филмов продуцент Тревър Енгелсън от 2011 г. до развода им през 2013 г.
Меган се оттегля от дейностите си след брака си с принц Хари през 2018 г. и става известна като херцогиня на Съсекс. През януари 2020 г. двойката се оттегля като работещи кралски особи и по-късно се установява в Калифорния. Те имат две деца: Арчи и Лилибет Маунтбатън-Уиндзор. През октомври 2020 г. стартират „Арчуел Инк.“ (Archewell Inc.) – американска обществена организация, която се фокусира върху нестопански дейности и творчески медийни начинания. През следващите години Меган издава детската книга с картинки „Пейката“ (The Bench) и стартира подкаста по Спотифай Archetypes. Меган и Хари участват в широко рекламирано интервю с Опра Уинфри, излъчено през март 2021 г.

## Ранни години и образование
Рейчъл Меган Маркъл е родена на 4 август 1981 г. в болница „Уест Парк“ в Канога Парк, Лос Анджелис, Калифорния. Тя се идентифицира като човек със смесена раса, като често отговаря на въпроси за произхода си с „Баща ми е кавказец, а майка ми е афроамериканка. Аз съм наполовина черна и наполовина бяла." Майка ѝ Дория Рагланд (родена през 1956 г.) е социална работничка и йога инструкторка, живее в Калифорния и е потомка на чернокожи роби от щата Джорджия. Баща ѝ Томас Маркъл-старши (роден през 1944 г.), който живее в Росарито, Мексико, е потомък на холандски, английски и ирландски заселници. Сред предците му са капитан Кристофър Хъси, крал Робърт I Шотландски, сър Филип Уентуърт и съпругата му Мери Клифърд, потомка на крал Едуард III на Англия. Той е режисьор на телевизионно осветление и директор на фотография, носител на наградата Еми. Работи като директор на фотографията и режисьор на осветление за телевизионната сапунена опера „Многопрофилна болница“ и телевизионния ситком „Женени с деца“, а Меган като малка посещава снимачната площадка на ситкома. Родителите ѝ се разделят, когато е на две години, и се развеждат четири години по-късно.
Израствайки в Лос Анджелис, Маркъл посещава Холивудското малко червено училище. На 11-годишна възраст тя и нейните съученици пишат на Проктър и Гембъл за неутралността на пола в рекламата на препарат за миене на съдове по националната телевизия. Възпитана е като протестантка, макар че завършва частната католическа девическа гимназия „Непорочното сърце“ (Immaculate Heart High School) в Лос Анджелис. Маркъл участва в пиеси и мюзикъли в училището, където баща ѝ помага с осветлението. Като тийнейджърка работи в местен магазин за замразено кисело мляко, а по-късно – като сервитьорка и детегледачка. Тя също така е доброволка в благотворителна кухня в квартал „Скид Роу“.
През 1999 г. Маркъл е приета в Северозападния университет (NU) в Еванстън, Илинойс, където се присъединява към женската организация „Капа Капа Гама“. Заедно с други членове на организацията е доброволка в Проект „Стъклен чехъл“ (Glass Slipper Project) – една от първите и е една от най-големите благотворителни организации за абитуриентски балове в САЩ, която предоставя абитуриентски рокли и аксесоари на момичета с младши и/или старши статут в гимназиите. След първата си година на следване Маркъл си осигурява стаж като младшо пресаташе в Американското посолство в Буенос Айрес, Аржентина, с помощта на чичо си Майкъл Маркъл и обмисля политическа кариера. Въпреки това тя няма достатъчно висок резултат на теста за служител на външните служби, за да продължи в Държавния департамент на САЩ и се връща в университета. Маркъл също участва в програма за обучение в чужбина и следва семестър в Мадрид. През 2003 г. получана бакалавърска степен по двойната специалност „Театър“ и „Международни изследвания“ към Факултета по комуникация.

## Актьорска кариера
Според думите ѝ Маркъл има известни затруднения при получаването на роли в началото на кариерата си поради това, че е „етнически двусмислена“: „не бях достатъчно черна за черните роли и не бях достатъчно бяла за белите“. За да се издържа между актьорските работи, тя работи като калиграфка на свободна практика и преподава подвързване на книги. Първата ѝ поява на екрана е в малка роля на медицинска сестра в епизод от дневната сапунена опера „Многопрофилна болница“ (General Hospital) – шоу, в което баща ѝ е режисьор на осветление. Маркъл има малки гостуващи роли в телевизионните предавания Century City (2004), „Войната вкъщи“ (2006) и „От местопрестъплението: Ню Йорк“ (2006). За ролята си в Century City тя казва на кастинг директорите, че е член на SAG-AFTRA (Американската федерация на телевизионните и радио изпълнителите), макар че не е, но след като е избрана, работодателите са длъжни да ѝ помогнат да се присъедини към профсъюза съгласно Закона на Тафт-Хартли. Освен това изпълнява няколко договорни ангажимента като актриса и модел, включително като „момиче с куфарче“ в американската версия на телевизионната игра „Сделка или не“. Тя се появява в сериала „Експериментът“ на Фокс като младши агент Ейми Джесъп в първите два епизода от втория сезон.
Маркъл се появява в малки роли във филмите „Секс, наркотици и Лас Вегас“, „Запомни ме“ (продуциран от нейния тогавашен партньор Тревър Енгелсън) и „Кандидатът“ през 2010 г., както и във филма „Шефове гадняри“ през 2011 г. Тя получава 187 хил. щатски долара за ролята си в „Запомни ме“ и 171 429 долара за ролята си в късометражния филм „Кандидатът“. През юли 2011 г. се присъединява към актьорския състав на сериала на Ю Ес Ей Нетуърк „Костюмари“ до края на 2017 г. и седмия сезон. Нейната героиня Рейчъл Зейн започва като асистент-юристка и в крайна сметка става адвокатка. Докато работи върху сериала, Маркъл живее всяка година по 9 месеца в Торонто. Списание „Форчън“ изчислява, че тя е получавала 50 хил. долара на епизод, което се равнява на еквивалентна годишна заплата от 450 хил. долара.

## Личен живот

### Семейни връзки
Меган е отчуждена от баща си и полубратята и сестрите си по бащина линия, Саманта Маркъл и Томас Маркъл-младши. Тя има близки отношения с майка си Дория Рагланд.

### Ранни връзки и първи брак
Маркъл и американският филмов продуцент Тревър Енгелсън започват да се срещат през 2004 г. Те се женят в Очо Риос, Ямайка на 10 септември 2011 г. Разделят се след около 18 месеца и през август 2013 г. се развеждат по взаимно съгласие, като се позовават на непреодолими различия. Последвалото извънбрачно съжителство на Маркъл с известния канадския кулинарен шеф и ресторантьор Кори Витиело приключва през май 2016 г. след почти две години.

### Втори брак и майчинство
През юли 2016 г. Маркъл започва връзка с принц Хари, внук на кралица Елизабет II. През ноември принцът нарежда на своя секретар по комуникациите да публикува изявление от негово име, за да изрази личната си загриженост относно пейоративните и неверни коментари, направени за приятелката му от основните медии и интернет троловете. По-късно в писмо до британския медиен регулатор представителите на Маркъл се оплаква от журналистически тормоз. През септември 2017 г. Маркъл и принц Хари за първи път се появяват заедно публично в Торонто на Игри „Инвиктъс“, на които Хари е основател и патрон.
Годежът на Меган Маркъл с принц Хари е обявен на 27 ноември 2017 г. от бащата на Хари, принцът на Уелс Чарлз. Съобщението е посрещнато с ентусиазъм от британските медии и предизвика като цяло положителни коментари за наличието на лице от смесена раса като член на британското кралско семейство, особено по отношение на страните от Oбщносттa на нациите с население от смесено или местно потекло. Маркъл обявява, че слага край на актьорската си кариера и че има намерение да придобие британско гражданство.
В подготовката за сватбата архиепископът на Кентърбъри Джъстин Уелби кръщава Маркъл и я потвърждава като член на Англиканската църква на 6 март 2018 г. Частната церемония, извършена с вода от река Йордан, се провежда в Кралския параклис в Дворец „Сейнт Джеймс“.
Брачната церемония е на 19 май в параклиса „Сейнт Джордж“ на замъка Уиндзор. Булчинската ѝ рокля е дело на британската дизайнерка Клеър Уейт Келър. Маркъл по-късно разкриа, че три дни преди това е имало лична размяна на обети пред архиепископа на Кентърбъри в градината на двойката. Тази частна размяна на обети обаче не е официален законно признат брак. Съобщава се, че е било предварително договорено, че излишните средства, генерирани от излъчването на Би Би Си на сватбената церемония, ще отидат за благотворителна организация, избрана от младоженците. През април 2020 г. „Да нахраниш Британия“ (Feeding Britain), която предоставя хранителни пакети на семейства в бедност, е номинирана да получи 90 хил. лири от Би Би Си.
След сватбата Мегън става херцогиня на Съсекс. Херцогът и херцогинята на Съсекс живеят в Нотингам Котидж на територията на двореца Кенсингтън в Лондон. По-късно те се местят във Фрогмор Котидж в Хоум Парк на замъка Уиндзор. Краун Истейт (Имуществото на Короната) ремонтира вилата на цена от 2,4 млн. паунда, изплатени от суверенната безвъзмездна помощ, като херцогът по-късно възстановява разходите извън възстановяването и обикновената поддръжка.
На 6 май 2019 г. Меган ражда син Арчи Харисън Маунтбатън-Уиндзор. Службата на херцога и херцогинята на Съсекс се мести в Бъкингамския дворец и официално затваря врати на 31 март 2020 г., когато семейство Съсекс се оттегля от поемането на официални кралски ангажименти. След няколко месеца в Канада и Съединените щати двамата купуват къща през юни 2020 г. в бившето имение на Ривън Рок в Монтесито, Калифорния, където притежават кокошарник с кокошки, спасени от фабрична ферма. На следващия месец Меган претърпява спонтанен аборт. На 4 юни 2021 г. тя ражда дъщеря им Лилибет Даяна Маунтбатън-Уиндзор.
Херцогът и херцогинята на Съсекс притежават лабрадор на име Пула и две бигъла на име Гай и Мама Мия. Преди това Меган има кръстоска от лабрадор и немска овчарка на име Богарт, която е приютена при приятелка в Канада поради невъзможността да пътува в резултат на напреднала си възраст.

### Политически възгледи
Членовете на британското кралско семейство са политически неутрални по конвенция. Маркъл обаче е политически активна, преди да се омъжи за принц Хари. Съобщава се, че на 10-годишна възраст тя и приятелите ѝ водят кампания срещу войната в Персийския залив. Десетилетия по-късно тя подкрепя Хилъри Клинтън по време на президентските избори в Съединените щати през 2016 г. и публично осъжда опонента и евентуалния победител Доналд Тръмп. През същата година, когато референдумът за членството на Обединеното кралство в Европейския съюз завършва в полза на Брекзит, Маркъл изразява разочарованието си в Инстаграм. През 2017 г. тя препоръчва книгата „Кой управлява света?“ на левия интелектуалец Ноам Чомски в нейния акаунт в Инстаграм.
Меган се омъжва за принц Хари през май 2018 г. През юли 2018 г. ирландският сенатор Катрин Ноун пише в Туитър, че херцогинята е доволна да види резултата от ирландския референдум за легализиране на абортите. Тя е критикувана заради потенциално нарушаване на протокола, който забранява на кралските особи да се намесват в политиката. Никой не изтрива нейния туит и не подчертава, че изявлението ѝ е подвеждащо и херцогинята по никакъв начин не е политическа.
След като се завръща в Съединените щати и като имаща право на глас, Маркъл пуска видеоклип със съпруга си, който насърчава другите да се регистрират за президентските избори в Съединените щати през 2020 г. в Националния ден за регистрация на избирателите. Някои медии го приемат като имплицитно одобрение на кандидата на демократите Джо Байдън, което кара тогавашния президент Тръмп да отхвърля техните съобщения на пресконференция.
През октомври 2021 г. тя пише отворено писмо до лидера на мнозинството в Сената Чък Шумър и председателя на Камарата на представителите Нанси Пелоси, застъпвайки се за платен отпуск за родителите. Нейните забележки са посрещнати с обратна реакция от представителите на републиканците Джейсън Смит и Лиза Макклейн, които намират изявлението ѝ за неуместно и критикуват намесата ѝ в американската политика, докато използва британските си кралски титли. Съобщава се, че Меган е лобирала сенатори от двете партии по въпроса за платения семеен отпуск, включително сенаторите от Демократическата партия Пати Мъри и Кирстен Гилибранд, както и републиканските сенатори Шели Мур Капито и Сюзън Колинс.
Тя също така публично говори в подкрепа на защитата на федералните гласове. През февруари 2022 г. тя изразява подкрепата си за номинацията на Кетанджи Браун Джаксън във Върховния съд, заявявайки, че „номинацията на съдия Джаксън отвори нова почва за представителството на жените на най-високото ниво на съдебната система, която твърде дълго се накланяше срещу самата общност, от която тя произлиза“.
През юни 2022 г. тя публично подкрепя „Майките изискват действие“ (Moms Demand Action) – организация, която води кампании за по-безопасни закони за оръжие в САЩ. През същия месец, в интервю с Джесика Йелин за сп. „Вог“, Меган критикува решението на Върховния съд на Съединените щати за аборта като незащитено конституционно право, и изразява подкрепата си за предложената Поправка за равни права.

## Обществен живот

### Кралски задължения
След като се сгодява, първата официална публична изява на Маркъл с принц Хари е на Световния ден за борба със СПИН в Нотингам на 1 декември 2017 г. На 12 март службата за Деня на Общността на нациите 2018 г. в Уестминстърското абатство е първото кралско събитие, на което тя присъства с кралица Елизабет II. На 23 март Хари и Меган правят необявено еднодневно посещение в Северна Ирландия. Общо Маркъл присъства на 26 публични ангажимента преди сватбата.
Първият официален годеж на Меган след брака е на 22 май, когато тя и съпругът ѝ присъстват на градинско парти в чест на благотворителната дейност на крал Чарлз III (тогава принц на Уелс).
През юли 2018 г. първото официално пътуване на Меган в чужбина като кралска особа е до Дъблин, Ирландия заедно с принц Хари. През октомври 2018 г. двамата пътуват до Сидни, Австралия за Игри „Инвиктъс 2018“. Това е част от тихоокеанска обиколка, която включва Австралия, Фиджи, Тонга и Нова Зеландия. Като представители на кралицата двойката е посрещната топло от тълпи в Сидни, а съобщението за бременността на Меган часове след пристигането им радва обществеността и медиите. По време на посещението си в Мароко през февруари 2019 г. херцогът и херцогинята се фокусират върху проекти, насочени към овластяването на жените, образованието на момичетата, приобщаването и насърчаването на социалното предприемачество. Меган също участва в работата на съпруга си като младежки посланик в Общността на нациите, която включва задгранични обиколки.
Като част от създаването на отделен офис от двореца Кенсингтън през 2019 г., херцогът и херцогинята създават акаунт в Инстаграм, който чупи рекорда за най-бърз акаунт към момента, достигнал милион последователи.
През юли 2019 г. екипът по сигурността на херцогинята е критикуван за създаването на празна зона от около 40 места около нея на Уимбълдън, където тя гледа мач между Серина Уилямс и Кая Юван. През август 2019 г. Меган и съпругът ѝ бяха критикувани от активистите за опазване на околната среда, че използват редовно частни самолети при личните си пътувания в чужбина, което би оставило повече въглероден отпечатък на човек в сравнение с търговските самолети. Критиката е в съответствие с подобна критика, с която се сблъсква кралското семейство през юни 2019 г., след като се твърди, че те са удвоили (своя) въглероден отпечатък от бизнес пътувания.
През септември и октомври 2019 г. южноафриканската им обиколка включва Малави, Ангола, Южна Африка и Ботсвана. Синът им Арчи пътува с родителите си, като това е първата им официална обиколка като семейство".

### Оттегляне
През януари 2020 г. Меган и Хари се завръщат в Обединеното кралство от ваканция в Канада и обявяват, че се оттеглят от ролята си на старши членове на кралското семейство и ще балансират времето си между Обединеното кралство и Северна Америка.  Изявление, публикувано от двореца, потвърждава, че херцогът и херцогинята престават да изпълняват кралски задължения като представители на кралицата и следователно повече няма да получават съответната финансова подкрепа. Двойката ще запази своите обръщения „Негово/нейно кралско височество“ (HRH), но няма да ги използва. Официалната роля на херцога и херцогинята е предмет на 12-месечен период на преглед, който приключва през март 2021 г. Последният самостоятелен ангажимент на Меган като старша кралска особа е посещение в Училище „Робърт Клак“ на 7 март 2020 г. в Дагенхам, Англия преди Международния ден на жената. Тя и Хари присъстват на службата за Деня на Общността на нациите в Уестминстърското абатство на 9 март 2020 г., което е последният им ангажимент като двойка, преди официално да се оттеглят на 31 март. Две години по-късно те правят първата си официална появя в Обединеното кралство през юни 2022 г., докато присъстват на Националната служба за благодарност по случай Платинения юбилей на кралицата.
Те посещават Обединеното кралство и Германия през септември 2022 г. за редица благотворителни събития в Манчестър и Дюселдорф.
На 8 септември 2022 г., докато Меган и Хари са в Лондон и се подготвят да присъстват на благотворително събитие, кралица Елизабет II умира в замъка Балморал в Шотландия. Двойката избира да не присъства на благотворителното събитие твечерта, като Меган остава в Лондон, а съпругът ѝ отива в Балморал. На 10 септември 2022 г. принцът и принцесата на Уелс се присъединяват към херцога и херцогинята на Съсекс в Уиндзор, за да видят почитта към кралицата и прекарват време в разговори с тълпите. Това е първият път от март 2020 г., когато двете двойки са видени заедно.

## По-нататъшна кариера и инвестиции
През лятото на 2019 г., преди да обявят решението си да се оттеглят през януари 2020 г., Меган и съпругът ѝ участват в разговори с Джефри Катценберг, основателят на вече несъществуващата стрийминг платформа Куиби, за възможна роля в услугата, без да печелят лични печалби, но в крайна сметка решават да не се присъединят към проекта. През септември 2019 г. е съобщено, че двойката е наела базираната в Ню Йорк PR фирма Съншайн Сакс, която ги представлява до 2022 г.
През юни 2020 г. те подписват с Агенция „Хари Уолкър“ – собственост на медийната компания Endeavour, за провеждане на платени публични изказвания. През септември 2020 г. подписват частна търговска сделка с Нетфликс за разработване на сценарий и несценарийни сериали, филми, документални филми и детски програми за стрийминг услугата“. През октомври 2020 г. двойката е домакин на специален епизод на Time 100 Talks с тема „Създаване на по-добър свят“. През декември 2020 г. е обявено, че Меган е инвестирала в Clevr Blends – компания за кафе, базирана в Южна Калифорния. През същия месец Меган и Хари подписват многогодишен договор със Спотифай за продуциране и хостване на собствени програми чрез тяхната компания за аудио продуциране Арчуел Аудио (Archewell Audio). Специално празнично издание е пуснато от двойката в услугата през декември 2020 г., докато подкастът на Меган, озаглавен „Архетипове“ (Archetypes), има премиера през август 2022 г.
Детската книжка с картинки „Пейката“ (The Bench), дело на Меган, е публикувана през юни 2021 г. от изд. „Рандъм Хаус Детски книги“. Основава се на нейното възприятие за отношенията между нейния съпруг и техния син. Книгата получава смесен отговор: похвали за своите илюстрации и послания, но и критики заради своята структура и написване.  След излизането ѝ Меган, заедно с Арчеуел, даряват 2000 копия от нея на библиотеки, училища и други нестопански програми в Съединените щати. На 17 юни тя достигна номер едно в категорията „Детски книжки с картинки“ в списъка на най-продаваните книги на в. „Ню Йорк Таймс“.
През юли 2021 г. е обявено, че Меган ще бъде изпълнителен продуцент, заедно с Дейвид Фърниш, на анимационен сериал на Нетфликс, наречен Pearl. Сериалът първоначално е представен по Нетфликс през 2018 г. Изобразява приключенията на 12-годишно момиче, което е вдъхновено от влиятелни жени от историята, но проектът е отменен през май 2022 г. През същия месец е съобщено, че Меган и Хари са подписали договор за издаване на четири книги, който включва ръководство за здраве на Меган и мемоари на Хари.
През септември 2021 г. Меган и Хари отиват в Ню Йорк, където посещават Мемориала на 11 септември с губернатора на Ню Йорк Кати Хочул и кмета на Ню Йорк Бил де Блазио и провеждат срещи със заместник-генералния секретар на ООН Амина Дж. Мохамед и американският посланик в ООН Линда Томас-Грийнфийлд. През октомври 2021 г. двамата обявяват партньорството си с Етик (Ethic) – фирма за устойчиви инвестиции, базирана в Ню Йорк, която също управлява инвестициите на двойката.
Според държавни документи от Делауеър, където е регистрирана фондацията на двойката „Арчуел“, Меган и Хари са учредили 11 компании и тръст в началото на 2020 г., които включват Orinoco Publishing LLC и Peca Publishing LLC, които държат правата за техните книги, както и Cobblestone Lane LLC и IPHW LLC, които са притежатели на логото на тяхната фондация. Frim Fram Inc., която управлява блога на Меган The Tig, е регистрирана по-рано като нова корпорация в Делауеър през декември 2019 г.

## Благотворителна дейност и застъпничество
Маркъл става съветник на международната мрежа „Един млад свят“ (One Young World) през 2014 г. и говори на нейната среща на върха през 2014 г. в Дъблин, и присъства на Срещата на младите лидери на мрежата през септември 2016 г. в Отава. Също през 2014 г. тя обикаля Испания, Италия, Турция, Афганистан и Англия с Юнайтед Сървис Организейшън (United Service Organisations) – американска благотворителна корпорация с нестопанска цел, която предоставя развлечения на живо като комедианти, актьори и музиканти, социални съоръжения и други програми на членовете на Въоръжените сили на САЩ и техните семейства. По време на престоя си в Торонто Маркъл се включва като доброволка в Програмата за обществено хранене на Център „Св. Феликс“ и дарява храна от представители на сериала „Костюмари“.
През 2016 г. Маркъл става глобален посланик на Уърлд Вижън Канада (World Vision Canada) – християнска организация за подпомагане, развитие и застъпничество, която работи за създаване на трайна промяна в живота на децата, семействата и общностите за преодоляване на бедността и несправедливостта, като пътува до Руанда за кампанията ѝ за чиста вода. След пътуване до Индия, фокусирано върху повишаване на осведомеността за проблемите на жените, тя пише публикация за списание „Тайм“ относно стигматизирането на жените по отношение на менструалния цикъл. Тя също работи с организацията на ООН за равенство между половете и овластяване на жените като застъпник.  Меган е изявена феминистка и възнамерява да използва ролята си на член на британското кралско семейство, за да продължи да подкрепя правата на жените и социалната справедливост. През 2017 г. Маркъл се присъединява към принц Хари и се обединява с благотворителната организация „Слонове без граници“ (Elephants Without Borders), за да подпомогне усилията за опазване на природата в Ботсвана.
През януари 2018 г. Маркъл се заинтересува от Обществената столова, управлявана от оцелелите от пожара на 14 юни 2017 г. в лондонската Кула „Гренфъл“. Тя посещава кухнята редовно и предлага на разселените жени да издадат готварска книга, за да подпомогнат финансирането на групата. „Заедно: нашата общностна готварска книга“ (Together: Our Community Cookbook) –, нейният първи благотворителен проект като херцогиня на Съсекс е обявен през септември. През март 2021 г. Меган използва постъпленията от готварската книга, за да дари 10 хил. лири на базираната в Обединеното кралство благотворителна организация Himmah, за да им помогне да заредят хранителната банка на групата, да им предостави оборудване и да помогне на Салаам Шалом Китчън (Salaam Shalom Kitchen) – единствената кухня на мюсюлманската и еврейската общност в Обединеното кралство.
През март 2020 г. е обявено, че първият следкралски проект на Меган ще бъде разказът на документалния филм на Диснинейчър „Слонът“, който е пуснат на 3 април. В подкрепа на слоновете Диснинейчър и Фондът за опазване на Дисни даряват пари на „Слонове без граници“ за опазване на видовете в Ботсвана. През април 2020 г. Меган и нейният съпруг, като частни лица, се включват доброволно в доставката храни, приготвени от проект „Ангелска храна“, на жителите на Лос Анджелис по време на пандемията от COVID-19 в САЩ. През юни 2020 г. двойката подкрепя кампанията „Спри омразата за печалба“ (Stop Hate for Profit) и насърчава изпълнителните директори на различни компании да се присъединят към движението. През юли 2020 г. Маркъл говори в подкрепа на движението Блек Лайвс Метър. През август 2020 г. Меган и Хари си сътрудничат с Бейби2Бейби (американска НПО,  осигуряваща памперси, дрехи и други необходими неща за деца в бедност в района на Лос Анджелис и в районите на бедствия в цялата страна) и участват в раздаването на училищни пособия на учениците.
През април 2021 г. двойката е обявена за председател на кампания за Вакс Лайв: концертът за обединение на света (Vax Live: The Concert to Reunite the World) – събитие, организирано от Организацията „Глобален гражданин“ (Global Citizen) за увеличаване на достъпа до ваксинации срещу COVID-19. Те също така обявяват подкрепата си за набиране на средства за ваксини, инициирано от същата организация, и пишат отворено писмо до изпълнителните директори на фармацевтичната индустрия, призовавайки ги да се справят с кризата с ваксините. През юли 2021 г. Меган и Хари са сред избраните от базираната в Обединеното кралство благотворителна организация „Населението има значение“ (Population Matters) да получат наградата „Чейндж Чемпиънс“ за решението си да имат само две деца и да помогнат за поддържането на по-малко и по-устойчиво население. През август 2021 г., за да отбележи 40-ия си рожден ден, Меган стартира 40x40 – кампания, която приканва хората по света да отделят 40 минути от времето си за наставничество на жени, които се връщат на пазара на труда. През септември 2021 г. Меган и Хари отново говорят в подкрепа на справедливостта на ваксините на концерта на Глобал Ситизън Лайв. През следващия месец и преди срещата на върха на Г-20 в Рим през 2021 г., двойката пише отворено писмо заедно с Генералния директор на Световната здравна организация Тедрос Адханом, като иска от лидерите на Г-20 да ускорят усилията за глобалното разпространение на ваксини срещу COVID-19.
През януари 2022 г. и след критики, насочени към Спотифай за справянето им с дезинформацията относно COVID-19, Меган и Хари правят съобщение, в което се посочва, че от април 2021 г. са започнали да изразяват загриженост относно проблема в платформата. През февруари 2022 г. двойката е избрана да получи наградата на президента на Националната асоциация за напредъка на цветнокожите (NAACP) за работата си по каузи, свързани със социалната справедливост. През следващия месец те са сред повече от сто души, които подписват отворено писмо, публикувано от Народния алианс за ваксини, с искане за безплатен глобален достъп до ваксини срещу COVID-19 и призовавайки Обединеното кралство, ЕС и Швейцария да се противопоставят на писмото за отказ, което би позволило защитата на интелектуалната собственост на ваксината да бъде премахната.

### Патронажи
От януари 2019 г. до февруари 2021 г. Меган е патрон на Кралския национален театър и на Асоциацията на университетите на Общността на нациите. До 2022 г. тя продължава ролята си на частен патрон на Мейхю (Mayhew) – благотворителна организация за хуманно отношение към животните. Остава и частен патрон на Смарт Уъркс. От март 2019 г. до февруари 2021 г. Маркъл е вицепрезидентка на Тръста на кралицата за Общността на нациите. До февруари 2021 г. се провеждат периодично онлайн QCT чат сесии и те се качват в Ютюб за широко обществено гледане. През октомври 2019 г., заедно с други членове на кралското семейство, Меган дава гласа си на послание за изпълнителна агенция „Общественото здравеопазване Англия“ за програмата за психично здраве „Всеки ум има значение“ ("Every Mind Matters").
През 2019 г. Меган е сътрудничка и гост-редакторка на септемврийския брой на британския Вог и подчертава творбите на 15 жени от различни области, които са описани като „сили за промяна“. Главният редактор на списанието Едуард Енинфул по-късно разкрива, че броят се е превърнал в „най-бързо продаваният брой в историята на британския „Вог“. В същия брой е обявено, че Маркъл си сътрудничи с редица британски модни къщи и магазини, за да пусне ексклузивна колекция, наречена The Smart Set, през септември 2019 г. в полза на благотворителната организация Смарт Уъркс. Колекцията се стреми да помогне на безработни жени и жени в неравностойно положение, като продава артикули на принципа един за един, което означава, че един артикул се дарява за всеки закупен артикул. Възползвайки се от „ефекта на Меган“ (стимулиране на потребителските покупки), за 10 дни колекцията осигурява дрехи за една година за благотворителната организация.

### Съсекс Роял и Арчуел
През февруари 2018 г. Маркъл и годеникът ѝ принц Хари присъстват на първия годишен форум на Кралската фондация. След брака си Меган става четвъртият патрон на фондацията заедно с принц Хари, принц Уилям и съпругата му Катрин. През май 2019 г., като част от тяхната инициатива „Глави заедно“ (Heads Together), херцогинята на Съсекс заедно със съпруга си и свекърите си стартират Шаоут (Shout) – услуга за текстови съобщения за тези, които страдат от психични проблеми. През юни 2019 г. е обявено, че Хари и Меган ще се отделят от благотворителната организация и ще създадат своя собствена фондация. Въпреки това двойките ще си сътрудничат по общи проекти, като например инициативата за психично здраве “Глави заедно“. Следващия месец в Англия и Уелс е регистрирана „Съсекс Роял: фондация на Херцога и Херцогинята на Съсекс“. На 21 февруари 2020 г. обаче е потвърдено, че „Съсекс Роял“ няма да се използва като търговска марка за двойката след оттеглянето им от официалния живот като работещи кралски особи (т. нар. „Мегзит“). На 5 август 2020 г. фондацията е преименувана на Фондация „Маркъл Уиндзор“ и се разпуска същия ден.
През март 2021 г. е съобщено, че благотворителната комисия за Англия и Уелс извършва преглед на организацията „Съсекс Роя“ в случай за регулация и съответствие относно нейното поведение съгласно Закона за благотворителността по време на разпускането. Представители на двойката твърдят, че Съсекс Роял се управлява от настоятелство и че предположението за лошо управление, насочено изключително към херцога и херцогинята, би било неправилно. По-късно комисията заключава, че фондацията не е действала незаконно, но критикува борда на директорите за изразходването на значителна част от средствата за създаване и закриване на благотворителната организация.
През април 2020 г. Меган и Хари потвърждават, че алтернативна на предишната фондация ще бъде наречена Арчуел (Archewell). Името произлиза от гръцката дума arche, която означава „източник на действие“; същата дума, която вдъхнови името на техния син. Арчуел е регистрирана в САЩ. Нейният уебсайт е официално пуснат през октомври 2020 г.

## Публичен имидж и стил
Между 2010 г. и 2012 г. Маркъл анонимно води блога „Работещата актриса“ (The Working Actress), в който описва подробно клопките и триумфите на борбата за успех в Холивуд. През 2014 г. тя основа собствен лайфстайл блог The Tig, който публикува статии за храна, мода, красота, пътувания и вдъхновяващи жени. Посетителите му са предимно фенове на актрисата и на сериала „Костюмари“. Популяризирането на блога в други социални медийни платформи е насочено към 3 млн. последователи в Инстаграм, 800 хил. във Фейсбук и 350 хил. в Туитър. Маркъл става известна чрез The Tig с усета си за мода, издавайки две модни колекции с канадската компания за облекло Райтманс през 2015 г. и 2016 г. Репликите са базирани на нейния личен стил и този на нейната героиня в „Костюмари“. Маркъл сочи Емануел Алт като своя вдъхновителка за стил. През април 2017 г. блогът затваря. През януари 2018 г. Маркъл премахва всички свои статии онлайн и изтрива акаунтите си в социалните медии. Изчислено е, че дейностите ѝ в социалните медии ѝ са донесли около 80 хил. долара годишна печалба от подкрепа и спонсорства.
Маркъл е представена на корицата на изданието от октомври 2017 г. на сп. „Венити Феър“ и на изданието от декември 2017 г. на сп. „Ел“. Малко след годежа си с принц Хари през 2017 г. тя предизвиква вълна от интерес към шотландския търговец на дребно Стратбъри след като носи една от чантите му на публично събитие. Това е съобщено като индикация, че нейният моден избор ще доведе до резултати, подобни на ефекта на Кейт Мидълтън. След първата поява на Маркъл и принц Хари като двойка марките Mackage, Birks, R&R Jewellers, Crown Jewellers и Everlane отбелязват подем в посещенията и продажбите на своите уебсайтове. Спекулира се, че ефектът на Маркъл ще бъде по-широк в международен план, тъй като тя вече има силна американска привлекателност. Впоследствие Съединените щати отбелязват скок в продажбите на бижута от жълто злато през първото тримесечие на 2018 г.
През 2018 г. сп. „Татлър“ включва Меган заедно с други висши кралски жени в списъка си с най-добре облечените хора на Великобритания. След обявяването на бременността ѝ тя се появява в рокля на Карън Джи, което води до срив на уебсайта на австралийската дизайнерка. Модният уебсайт Нет-а-Порте класира Меган като една от най-добре облечените жени през 2018 г. Тя е номинирана за наградите „Тийн Чойс 2018“ в категорията за избор на икона за стил. През 2019 г. британската марка Райс отчита ръст на печалбите, след като Меган е видяна да носи нейна къса рокля на Международния ден на жената. През 2022 г. черната рокля на Армани, носена от Меган по време на нейното интервю с Опра Уинфри е избрана от Музея на модата в Бат за рокля на годината 2021. През същата година Меган е включена на корицата на The Cut – изданието за есенната мода за 2022 г. на сп. „Ню Йорк“.
През 2018 г. сп. „Тайм“ избира Меган за една от 100-те най-влиятелни хора в света и я поставя в краткия си списък за Личност на годината. Името ѝ се появява отново в списъка през 2021 г. и тя и съпругът ѝ са представени на една от седемте световни корици на списанието. През 2019 г. списанието определя Меган и Хари сред 25-те най-влиятелни хора в Интернет. Тя също е избрана за една от 25-те най-влиятелни жени в Обединеното кралство от британското издание на сп. „Вог“ през 2018, 2019 и 2021 г. Нейното влияние е признато и в изданията за 2019 г. и 2020 г. на Пауърлист за 100-те най-влиятелни британци от африкански и афро-карибски произход. През 2022 г. тя е обявена за една от 50-те жени, променили света през изминалата година от списание „Уърт“ (Worth). През същата година сп. „Върайъти“ я сочи като звездна лауреатка за своя брой „Женската сила“ (Power of Women).

## Личен живот и медии

### Съдебни дела

#### Асошиейтид Нюзпейпърс Лимитид
През октомври 2019 г. херцогинята завежда дело срещу Асошиейтид Нюз Лимитид (ANL) – издател на британския консервативен вестник „Мейл ъф Сънди“ и на уебсайта Мейл Онлайн за публикуването на писмо, което тя е изпратила до баща си преди сватбата си с Хари. Баща ѝ Томас Маркъл-старши предоставя на издателя извадки от писмото, след като петима приятели на Меган са го споменали в статия в сп. „Пийпъл“. Впоследствие херцогинята получава подкрепа от повече от 70 британски депутатки от различни партии, които в отворено писмо осъждат използването на „остарели, колониални нюанси“ срещу нея в някои национални медии. През май 2020 г. съдът отхвърля твърденията за предполагаема нечестност и злонамереност на таблоида, тъй като те са счетени за неясни или неуместни към случая. През февруари 2021 г. Върховният съд постановява в съкратено решение, че в. „Мейл оф Сънди“ е нахлул в личния живот на херцогинята, като е публикувал писмото, и тя печели иска си за злоупотреба с лична информация и нарушаване на авторски права през май 2021 г. Тя получава първоначална вноска от 450 хил. лири върху нейните 1,5 млн. лири юридически такси като междинно плащане и съгласно Закона за авторското право нейният правен екип поисква изявление на първа страница от вестника и уебсайта за признаване на нейната съдебна победа.
Апелативният съд разрешава на ANL да обжалва решението и обжалването е отправено през ноември 2021 г. Бившият секретар по комуникациите на Меган и Хари – Джейсън Кнауф, който преди това отрича да е съавтор на писмото с Меган, прави изявление пред Апелативния съд, споменавайки, че Херцогинята на Съсекс му е дала точки за разговор, които да бъдат споделени с Омид Скоби и Каролин Дюранд – автори на биографията „Да намериш свободата: Хари, Меган и създаването на модерното кралско семейство“ (Finding Freedom: Harry, Meghan and the Making of a Modern Royal Family) и че Херцогът на Съсекс е приветствал предложението, че трябва да прикрият участието си, докато и двамата обсъждат книгата на рутинна основа. ANL преди това е кандидатствала за това да може да използва книгата в своя защита, като се е аргументирала с факта, че херцогът и херцогинята са си сътрудничили с авторите ѝ, за да изложат своята версия за определени събития.  Кнауф също така разкрива, че херцогинята се чуди дали да нарича баща си „тате“ в писмото, тъй като „вярва, че в случай, че то изтече, това ще дръпне струните на сърцето“. Впоследствие Меган се извинява на съда, че не си спомня за имейлите от по-рано и заявява, че „не е имала абсолютно никакво желание или намерение да заблуди ответника или съда“, добавяйки, че обхватът на информацията, споделена от Кнауф с авторите на книгата, е неизвестен за нея и размяната ѝ с него „е далеч от много подробната лична информация, която ответникът твърди, че съм поискала или съм разрешила да пусна в публичното пространство“. През декември 2021 г. трима висши апелативни съдии потвърждават решението на Върховния съд срещу ANL, което кара Меган да призове за реформа на таблоидната индустрия. През същия месец в. „Мейл ъф Сънди“ и уебсайтът Мейлонлайн на ANL публикуват изявление на първа страница на Боксинг дей (26 декември), в което признават победата на херцогинята, добавяйки, че е имало споразумение за „финансови компенсации“. В допълнение към покриването на част от съдебните разходи на Меган списанието се съгласява да ѝ плати 1 лира обезщетение за нахлуване в личния ѝ живот и поверителна сума за нарушаване на авторските ѝ права. Освен това им е забранено да назовават имената на приятелите на херцогинята, които са говорили пред списание „Пийпъл“ за писмото през 2018 г.

#### Други случаи и жалби
През ноември 2016 г. уебсайтът Мейлонлайн е критикуван за публикуване на статия за семейното минало на Маркъл, озаглавена „(Почти) направо от Комптън“ ("(Almost) Straight Outta Compton"), което предизвика отговор от Секретаря по комуникациите на принц Хари. През същия месец в. „Сън“ излиза със заглавие „Момичето на Хари в Порнхъб“ (Harry girl's on Pornhub). Изданието отрича да е опетнило репутацията на Маркъл, след като е разкрито, че клиповете са незаконно качени сцени от телевизионния сериал  с нейно участие „Костюмари“, а не са порнографски материал. Впоследствие те се извиняват чрез официално изявление през февруари 2017 г.
През февруари 2018 г. писмо, съдържащо бял прах и расистка бележка, адресирана до Маркъл, е изпратено до двореца Сейнт Джеймс, което задейства разследвания за борба с тероризма и расистки престъпления от омраза на Скотланд Ярд.
Меган и Хари получават официално извинение през май 2019 г. от Сплаш Нюз за нарушаване на поверителността. Двойката отправя правно предупреждение към пресата като цяло през януари 2020 г. след публикуването на папарашки снимки. През март 2020 г. те дават Сплаш UK на съд, след като Меган и синът ѝ са снимани без разрешение в Канада по време на частна семейна разходка. Случаят е решен по-късно същата година, като Сплаш UK се съгласява повече да не прави неупълномощени снимки на семейството. Херцогът и херцогинята обявяват през април, че вече няма да си сътрудничат с вестниците „Дейли Мейл“, „Сън“, „Дейли Мирър“ и „Дейли Експрес“. Те получават извинение през октомври от американската информационна агенция X17 за това, че са направили снимки на сина им в дома им с помощта на дронове.
През март 2021 г. Ай Ти Ви Нюз съобщава, че херцогинята се е оплакала директно на Главния изпълнителен директор на Ай Ти Ви относно коментарите на Пиърс Морган относно психичното здраве след нейното интервю с Опра Уинфри. Комуникационната служба на Обединеното кралство (Ofcom) получава над 57 хил. оплаквания за програмата, включително едно от херцогинята на Съсекс. През същия месец е съобщено, че американски частен детектив незаконно е предал лични данни на Меган на в. „Сън“, включително нейния номер на социална осигуровка, номера на мобилния ѝ телефон и адреса ѝ, когато тя за първи път започва да се среща с Хари през 2016 г. Меган и съпругът ѝ осъждат „хищническите практики" на британските таблоиди, докато в. „Сън“ заявява, че детективът е бил инструктиран ясно в писмен вид да действа законно и те не са използвали предоставената от него информация за каквато и да е незаконна практика.
През юли 2021 г. херцогинята подава правни жалби срещу в. „Таймс“ за две отделни статии. Първата касае недоказано твърдение от книгата на Робърт Лейси, че тя е напуснала ангажимент във Фиджи, защото не е била назначена от ООН Жени за посланик на добра воля, а втората твърди, че херцогът и херцогинята на Кеймбридж са отказали да говорят с Хари след погребението на дядо му принц Филип поради опасенията от потенциално изтичане на информация. През януари 2022 г. двойката взаимно отправя правна жалба срещу в. „Таймс“ за статия, съобщаваща за това, че фондацията им Арчуел е събрала по-малко от 50 хил. долара през 2020 г. През същия месец Меган се оплаква на Би Би Си относно техния подкаст от пет части „Хари, Меган и медиите“ (Harry, Meghan and the Media), в който водещият Амол Раджан заявява, че херцогинята се е извинила за подвеждането на Апелативния съд в нейното дело срещу в. „Мейл ъф Сънди“ (вж. по-горе). Би Би Си отговаря, като публикува изявление на своя уебсайт за „корекции и разяснения“, за да подчертае, че Маркъл „се е извинила на съда, че не си спомня разменените имейли“.
През март 2022 г. нейната полусестра Саманта Маркъл я съди, като завежда дело за клевета във Флорида, обвинявайки я в лъжа в интервюто ѝ с Опра Уинфри на 7 март 2021 г. и в разпространяване на неверни твърдения чрез своя секретар по комуникациите за биографичната книга „Да намериш свободата“, като поисква обезщетение в размер на повече от 75 хил. долара. Адвокатите на Меган описват делото като „продължение на модела на обезпокоително поведение“. В отговор, подаден през май 2022 г., те твърдят, че твърденията на нейната полусестра са очевидно неверни, а изявленията, направени от Меган по време на интервюто с Опра, са или „мнение, което не подлежи на действие, или са до голяма степен верни“. Те също така добавят, че предполагаемите клеветнически изявления, на които се позовава Саманта, или са верни, или не могат да бъдат намерени в книгата и в имейлите, които Меган е изпратила на своя секретар по комуникациите, за които Меган не може да бъде подведена под отговорност съгласно двугодишния статут на Флорида за ограничения и поради факта, че тя не е написала самата книга. През юни 2022 г. първоначалният иск на Меган за прекратяване на делото е отхвърлено от съдия след изменения, направени от Саманта в нейните жалби. Меган подава втори иск през същия месец, заявявайки, че заличаването на „многобройни конкретни фактически твърдения и доказателства от нейната първоначална жалба“, съчетано с липсата на факти, е подкопало случая на Саманта и твърди, че съдията или съдебните заседатели няма да могат да отсъдят относно състоянието на отношенията им. Адвокатите на Меган твърдят, че нейните коментари относно нейното възпитание в интервюто са неподлежащи на фалшифициране и са субективни изявления на нейните чувства, а не обективни факти.
През август 2022 г. и в интервю за сп. „Ню Йорк“ Меган си спомня, че на премиерата на „Цар Лъв“ в Лондон ѝ е било казано от южноафрикански член на актьорския състав, че след брака ѝ с Хари хората в Република Южна Африка „са се радвали по улиците, както и ние когато Мандела беше освободен от затвора". Меган е критикувана от внука на Мандела – Мандела Мандела за разказването на историята, който заявява, че освобождаването на дядо му от затвора след „преодоляването на 350 години колониализъм с 60 години брутален режим на апартейд в Южна Африка“ не може да бъде сравнено с отпразнуването на нечия сватба. В същото интервю Меган говори за причината зад нейния отказ да сподели снимки на децата си с Кралската рота – прес сдружение, занимаващо се с Британското кралско семейство, твърдейки, че няма да ги сподели с хора, за които се твърди, че наричат децата ѝ с обидната дума „негър“ – твърдение, което е оспорено от британски журналисти.

### Обвинения в тормоз и интервю с Опра Уинфри
През 2021 г., малко преди херцогът и херцогинята да бъдат интервюирани от Опра Уинфри, в. „Таймс“ съобщава, че бившият секретар по комуникациите на херцогинята Джейсън Кнауф се е оплакал през октомври 2018 г., че нейното поведение в двореца Кенсингтън е накарало двама лични асистенти да напуснат и е подкопало морала на трети служител, предизвиквайки разследване от Бъкингамския дворец на обвиненията в тормоз. Дворецът наема външна адвокатска кантора, за да разгледа исковете, с десет асистенти, за които се съобщава, че сътрудничат при проверката. По същото време се появяват критики към херцогинята, че на два пъти е носила обеци, подарени от саудитския престолонаследник Мохамед бин Салман през 2018 г., след като е обвинен в съучастие в убийството на Джамал Хашогджи.  Нейни представители отричат да е запозната с обвиненията срещу Мохамед бин Салман и казват, че вестникът се използва от Бъкингамския дворец за клеветническа кампания срещу нея. В актуализиран епилог за неоторизираната биография на двойката – „Да намериш свободата“ от Омид Скоби и Каролин Дюранд, авторите твърдят, че „две от лицата, споменати в имейла [на Кнауф], са поискали всички обвинения, отправени към Нейни величества относно тяхното преживяване с Меган, да бъдат отменени“. Говорейки от името на херцогинята в документален филм на Би Би Си, Джени Афиа, адвокат, който представлява Меган в делото ѝ срещу ANL, заявява, че обвиненията в тормоз не са верни. През юни 2022 г. в. „Таймс“ съобщава, че резултатите от разследването са накарали Бъкингамския дворец да промени някои от политиките и процедурите в отдела си по човешки ресурси, но докладът няма да бъде публикуван, за да се гарантира поверителността на онези, които са участвали в него.
Телевизионното интервю „Опра с Меган и Хари“ (Oprah with Meghan and Harry) е излъчено по Си Би Ес на 7 март 2021 г. Меган говори за личния си и кралски живот и за обществения натиск. Тя обсъжда мислите си за самоубийство по време на работата си като кралска особа и говори за възприетата от нея липса на защита за нея и сина ѝ, докато е била част от кралската институция. След интервюто е налице широка и поляризирана обществена реакция.

### В Туитър и други платформи
През март 2019 г. европейската консултантска фирма 89up съобщава за откриването на 1103 силно свързани с Туитър акаунта с повече от 2,5 млн. туита в полза на Херцогинята на Съсекс, повечето от които изглежда са ботове, извършващи координирани атаки срещу кралски кореспонденти, които са говорели негативно за Меган. През същата година Си Ен Ен докладва за изследване на Хоуп нот Хейт, заявявайки, че от 5200-те оскърбителни туита, насочени към Меган през януари и февруари 2019 г., 3600 идват от малка група тролове. През октомври 2021 г. услугата за анализ на Туитър – Бот Сентинел публикува анализ на повече от 114 хил. туита за херцога и херцогинята на Съсекс, в резултат на което те откриват 83 акаунта с общ брой от 187 631 последователи, които вероятно са отговорни за приблизително 70% от публикуваното негативно съдържание за двойката. Докладът предизвиква разследване от Туитър. Tой заявява, че не е открил доказателства за широко разпространена координация между акаунтите и че е предприел действия срещу потребителите, които са нарушили политиката му за поведение. Бот Сентинел също публикува още три доклада през следващите месеци, като твърди, че акаунтите са част от ботова мрежа и подобна мрежа може да бъде намерена в Ютюб.
През януари 2022 г. Би Би Си сочи Меган и Хари сред хората, чиито снимки и видеоклипове са били използвани във фалшиви реклами за незабавни печалби и инвестиционни схеми, свързани с биткойни.

## Титли, обръщения и гербове

### Титли и обръщения
Меган става принцеса на Обединеното кралство след брака си с принц Хари, имайки право на обръщението „Кралско височество“. След брака си тя е наречена „Нейно кралско височество херцогинята на Съсекс“. Тя също така притежава титлите „графиня на Дъмбартън“ и „баронеса Килкил“. Тя е първият човек, който носи титлата „херцогиня на Съсекс". 
След решението на херцога и херцогинята да се оттеглят от кралските задължения през 2020 г., двойката се съгласява да не използва обръщението „Кралско височество“ на практика, но все още законно го запазва.

### Герб
От 25 май 2018 г. Херцогинята на Съсекс носи герба на съпруга си, съчетан със своя собствен. Томас Удкок, гербов крал и старши служител на Гербовия колеж, помага на херцогинята с дизайна, който е одобрен от кралица Елизабет II.
Нашлемникът е короната на дете на суверена.
Щитът е разделен на четири: първата и четвъртата четвърт са гербовете на Англия, втората на Шотландия, третата на Ирландия. Първата и четвъртата четвърт са в червено с три леопардоподобни лъва със светлосини нокти и език. Втората четвърт е в златисто с червен лъв, изправен на две лапи, със светлосини лапи и език, в двойна рамка с хералдически лилии. Третата четвърт е светлосиня с позлатена арфа със сребърни струни. Различава се по бяла бризура с пет върха: първият, третият и петият имат червена раковина на принц Хари (загатващи за майка му Даяна, принцеса на Уелс, чийто герб на Спенсър включва три бели раковини). Раковината препраща към тази, носена от поклонниците в светилището на Свети Яков от Компостела, в Сантяго, през 12 век, и е била популярен символ сред средновековните поклонници. Щитът е слят с щит със светлосин фон с три сребрсти пера със златни дръжки, поставени между две напречни златисти лъча (Маркъл). Синият фон на щита представлява Тихия океан край бреговете на Калифорния, докато двата златни лъча през щита са символ на слънцето в родния герб на херцогинята. Трите пера символизират комуникацията и силата на думите. 
Под щита на тревата седи колекция от златни макове – цветето на щата Калифорния и растението wintersweet, което расте в двореца Кенсингтън. 
Десният щитодръжец е златист лъв на две лапи с корона, а левият – сребриста пойна птица с разперени криле, със златист клюн и нокти, и на шията със златистата корона на Херцога на Съсекс. Птицата символизира силата на комуникацията.

## Брак и потомство
Меган Маркъл се омъжва два пъти:
∞ 1. 10 септември 2011 в Очо Риос, Ямайка за Тревър Енгелсън (р. 23 октомври 1976 в Ню Йорк, САЩ), американски филмов продуцент, от когото няма деца. Развод август 2013.
∞ 2. 19 май 2018 в Параклис „Сейнт Джордж“ на Замъка „Уиндзор“, Лондон за Хенри Чарлз Албърт Дейвид, известен и като принц Хари (р. 15 септември 1984 в Лондон, Обединено кралство), син на принца на Уелс Чарлз (от септ. 2022 г. крал Чарлз III) и първата му съпруга Даяна, принцеса на Уелс. Двамата имат син и дъщеря:
- Арчи Харисън Манунтбатън-Уиндзор (* 6 май 2019 в Лондон)
- Лилибет Даяна Маунтбатън-Уиндзор (* 4 юни 2021 в Санта Барбара, Калифорния)

## Родословие
Рейчъл Меган Маркъл има голямо потекло от Нова Англия и много американски братовчеди. Баща ѝ, Томас Уейн Маркъл, чрез прадядовците си от Ню Хампшир Елсуърт и Мерил има колониални предци, общи с осем президента – Джордж У. Буш, Джордж Х. У. Буш, Джералд Форд, Ричард М. Никсън, Хърбърт Хувър, Калвин Кулидж, Честър А. Артър и Джеймс А. Гарфийлд, и с три първи дами – Франсис Кливланд, Елън Уилсън (първата съпруга на Удроу Уилсън) и Мейми Айзенхауер. Други далечни братовчеди на Меган Маркъл чрез тези предци от Нова Англия включват поетът Джон Грийнлийф Уитиър, писателят О. Хенри, адвокатът Кларънс Дароу, актьорът Джеймс Дийн, сенаторът Сам Ървин от изслушванията по делото Уотъргейт, певецът и актьорът „Рой Роджърс“ (L.F. Slye), Джон Кери и канадският премиер Лестър Пиърсън.
Един от предците на Меган Маркъл е от кралски произход: преподобният Уилям Скипър, който имигрира в Бостън през 1639 г. Потомък на английския крал Едуард III († 1377), Скипър е и първи братовчед на Маргарет Кърдестън (* ок. 1426, † сл. 1485), съпруга на френски благородник, баба на кралицата на Бохемия и Унгария Анна дьо Фоа-Кандал (* 1484, † 26 юли 1506) и прародителка на повечето от по-късните европейски крале. Предците на Скипър, сър Филип Уентуърт († 1464) и Мери Клифърд също са предци, по различни линии, на две кралски особи – покойната Кралица-майка Елизабет Боуз-Лайън (и по този начин и на кралица Елизабет II, крал Чарлз III и принц Хари) и на покойната Даяна, принцеса на Уелс. Поради смесените кралски бракове принц Хари произлиза от Маргарет Кърдестън в повече от 240 линии, включително най-малко четири чрез крал Джордж III и четири чрез майка му принцеса Даяна. Така бабата и дядото на Маргарет, Майкъл де Поул, 2-ри граф на Съфолк († 1415) и съпругата му Катрин Стафорд († 1419), предци също на преподобния Скипър и Меган Маркъл, правят принц Хари и Меган Маркъл далечни братовчеди по повече от 200 линии.

Сред далечните предци на бащата на Меган са неговата прапрабаба по бащина линия, земевладелката от Ню Хампшир Мери Хъси Смит († 1908), потомка на Кристофър Хъси (* 1599 в Доркинг, Съри, † 1686 в Хамптън, Ню Хампшир) – английски колониален офицер и един от първите заселници в Нова Англия. Той също така произлиза от сър Филип Уентуърт (* ок. 1424, † 18 май 1464) – английски рицар, прадядо на Джейн Сиймур (третата съпруга на крал Хенри VIII), и Мери Клифърд – дъщеря на Джон Клифърд, 7-ми барон Клифърд (* ок. 1389, † 13 март 1422) и лейди Елизабет Пърси, потомка на крал Едуард III.
|  |                          |  |  |  |  |  |  |  |  |  |  |  |  |
|  | Айзък Томас Маркъл       |  |  |  |  |  |  |  |  |  |  |  |  |
|  |                          |  |  |  |  |  |  |  |  |  |  |  |  |
|  |                          |  |  |  |  |  |  |  |  |  |  |  |  |
|  | Гордън Арнолд Маркъл     |  |  |  |  |  |  |  |  |  |  |  |  |
|  |                          |  |  |  |  |  |  |  |  |  |  |  |  |
|  |                          |  |  |  |  |  |  |  |  |  |  |  |  |
|  | Рут Ан Арнолд            |  |  |  |  |  |  |  |  |  |  |  |  |
|  |                          |  |  |  |  |  |  |  |  |  |  |  |  |
|  |                          |  |  |  |  |  |  |  |  |  |  |  |  |
|  | Томас Уейн Маркъл-старши |  |  |  |  |  |  |  |  |  |  |  |  |
|  |                          |  |  |  |  |  |  |  |  |  |  |  |  |
|  |                          |  |  |  |  |  |  |  |  |  |  |  |  |
|  | Фредерик Джордж Сандърс  |  |  |  |  |  |  |  |  |  |  |  |  |
|  |                          |  |  |  |  |  |  |  |  |  |  |  |  |
|  |                          |  |  |  |  |  |  |  |  |  |  |  |  |
|  | Дорис Мей Рита Сандърс   |  |  |  |  |  |  |  |  |  |  |  |  |
|  |                          |  |  |  |  |  |  |  |  |  |  |  |  |
|  |                          |  |  |  |  |  |  |  |  |  |  |  |  |
|  | Гертруд Мей Мерил        |  |  |  |  |  |  |  |  |  |  |  |  |
|  |                          |  |  |  |  |  |  |  |  |  |  |  |  |
|  |                          |  |  |  |  |  |  |  |  |  |  |  |  |
|  | Меган Маркъл             |  |  |  |  |  |  |  |  |  |  |  |  |
|  |                          |  |  |  |  |  |  |  |  |  |  |  |  |
|  |                          |  |  |  |  |  |  |  |  |  |  |  |  |
|  | Стивън Р. Рагланд        |  |  |  |  |  |  |  |  |  |  |  |  |
|  |                          |  |  |  |  |  |  |  |  |  |  |  |  |
|  |                          |  |  |  |  |  |  |  |  |  |  |  |  |
|  | Алвин Азел Рагланд       |  |  |  |  |  |  |  |  |  |  |  |  |
|  |                          |  |  |  |  |  |  |  |  |  |  |  |  |
|  |                          |  |  |  |  |  |  |  |  |  |  |  |  |
|  | Луиз Катрин Ръсел        |  |  |  |  |  |  |  |  |  |  |  |  |
|  |                          |  |  |  |  |  |  |  |  |  |  |  |  |
|  |                          |  |  |  |  |  |  |  |  |  |  |  |  |
|  | Дория Ройс Рагланд       |  |  |  |  |  |  |  |  |  |  |  |  |
|  |                          |  |  |  |  |  |  |  |  |  |  |  |  |
|  |                          |  |  |  |  |  |  |  |  |  |  |  |  |
|  | Джеймс Т. Арнолд         |  |  |  |  |  |  |  |  |  |  |  |  |
|  |                          |  |  |  |  |  |  |  |  |  |  |  |  |
|  |                          |  |  |  |  |  |  |  |  |  |  |  |  |
|  | Джанет Арнолд            |  |  |  |  |  |  |  |  |  |  |  |  |
|  |                          |  |  |  |  |  |  |  |  |  |  |  |  |
|  |                          |  |  |  |  |  |  |  |  |  |  |  |  |
|  | Нети Мей Алън            |  |  |  |  |  |  |  |  |  |  |  |  |
|  |                          |  |  |  |  |  |  |  |  |  |  |  |  |
|  |                          |  |  |  |  |  |  |  |  |  |  |  |  |

## Филмография

### Телевизия
| Година    | Оригинално заглавие                    | Заглавие на български           | Роля                            | Бел.                                                                                         |
| --------- | -------------------------------------- | ------------------------------- | ------------------------------- | -------------------------------------------------------------------------------------------- |
| 1995      | Married... with Children               | Женени с деца                   | студентка                       | "The Undergraduate" (сезон 9: еп. 26); неакредитирана                                        |
| 2002      | General Hospital                       | Многопрофилна болница           | мед. сестра Джил                | един епизод                                                                                  |
| 2004      | Century City                           |                                 | Наташа                          | "A Mind is a Terrible Thing to Lose" (сезон 1: еп. 4)                                        |
| 2005      | Cuts                                   |                                 | Кори                            | "My Boyfriend's Back" (сезон 1: еп. 5)                                                       |
| 2005      | Love, Inc.                             |                                 | Тереза Сантос                   | "One on One" (сезон 1: еп. 9)                                                                |
| 2006      | 1 vs. 100                              |                                 | себе си                         | "Mob member number 7" (еп. 101)                                                              |
| 2006      | The War at Home                        | Войната вкъщи                   | Сюзан                           | "The Seventeen-Year Itch" (сезон 1: еп. 17)                                                  |
| 2006      | Deceit                                 |                                 | Гуен                            | тв филм                                                                                      |
| 2006      | CSI: NY                                | От местопрестъплението: Ню Йорк | Вероника Перез                  | "Murder Sings the Blues" (сезон 3: еп. 7)                                                    |
| 2006–2007 | Deal or No Deal                        | Сделка или не                   | себе си                         | Момиче с куфарче #24; 34 епизода                                                             |
| 2008      | 90210                                  |                                 | Уенди                           | "We're Not in Kansas Anymore" (сезон 1: еп. 1) "The Jet Set" (сезон 1: еп. 2)                |
| 2008      | 'Til Death                             |                                 | Тара                            | "Joy Ride" (сезон 3: еп. 2)                                                                  |
| 2008      | The Apostles                           |                                 | Кели Калхун                     | тв филм                                                                                      |
| 2008      | Good Behavior                          |                                 | Сейди Валенсия                  | тв филм                                                                                      |
| 2009      | Knight Rider                           |                                 | Ани Ортиц                       | "Fight Knight" (сезон 1: еп. 14)                                                             |
| 2009      | Without a Trace                        |                                 | Холи Шепърд                     | 1 episode "Chameleon" (season 7: episode 15)                                                 |
| 2009      | Fringe                                 | Експериментът                   | младши ФБР агент Ейми Джесъп    | "A New Day in the Old Town" (сезон 2: еп. 1) и "Night of Desirable Objects" (сезон 2: еп. 2) |
| 2009      | The League                             |                                 | -                               | "The Bounce Test" (сезон 1: еп. 2)                                                           |
| 2010      | CSI: Miami                             | От местопрестъплението: Маями   | офицер Лия Монтоя               | "Backfire" (сезон 8: еп. 20)                                                                 |
| 2010      | The Boys & Girls Guide to Getting Down |                                 | Дана                            | тв филм                                                                                      |
| 2011–2018 | Suits                                  | Костюмари                       | Рейчъл Дзейн                    | 108 епизода в сезони 1–7 (финалната ѝ сцена е заснета през 2017)                             |
| 2012      | Castle                                 |                                 | Шарлот Бойд / Спящата красавица | 1 episode "Once Upon a Crime" (season 4: episode 17)                                         |
| 2014      | When Sparks Fly                        |                                 | Ейми Петърсън                   | тв филми на Холмарк Ченъл                                                                    |
| 2016      | Dater's Handbook                       |                                 | Касандра Бранд                  | тв филми на Холмарк Ченъл                                                                    |
| 2018      | Queen of the World                     |                                 | себе си                         | документален филм на HBO                                                                     |
| 2019      | Harry & Meghan: An African Journey     |                                 | себе си                         | документален филм на Ай Ти Ви                                                                |
| 2021      | Oprah with Meghan and Harry            |                                 | себе си                         | специално интервю на Си Би Ес                                                                |
| предстои  | Heart of Invictus                      |                                 | себе си                         | Нетфликс                                                                                     |

### Кино
| Година | Заглавие в оригинал   | Заглавие на български       | Роля      | Бел.                                                                |
| ------ | --------------------- | --------------------------- | --------- | ------------------------------------------------------------------- |
| 2005   | A Lot like Love       |                             | -         | камео                                                               |
| 2010   | Remember Me           |                             | Меган     |                                                                     |
| 2010   | Get Him to the Greek  | Секс, наркотици и Лас Вегас | Татяна    | неакредитирана                                                      |
| 2010   | The Candidate         |                             | Кат       | късометражен филм                                                   |
| 2011   | Horrible Bosses       | Шефове-гадняри              | Джейми    |                                                                     |
| 2012   | Dysfunctional Friends |                             | Тери      |                                                                     |
| 2013   | Random Encounters     |                             | Майнди    | британско заглавие: A Random Encounter                              |
| 2015   | Anti-Social           |                             | Кирстен   |                                                                     |
| 2020   | Elephant              |                             | разказвач | филм на Диснинейчър, акредитирана като „Меган, херцогиня на Съсекс“ |

## Обяснителни бележки
1. ↑  През 2020 г. Спотифай е критикуван от групи срещу дезинформацията, когато теоретикът на конспирацията Алекс Джоунс се появява в подкаста The Joe Rogan Experience. През януари 2022 г. 270 учени, лекари, професори, лекари и здравни работници пишат отворено писмо до Спотифай, изразявайки загриженост относно „фалшиви и вредни за обществото твърдения“ относно The Joe Rogan Experience и поискват от Спотифай „да установи ясна и публична политика за модериране дезинформация на неговата платформа." 270-те подписали възразяват срещу Джо Роугън, който „излъчва дезинформация, особено по отношение на пандемията от COVID-19“, и по-конкретно „силно противоречив епизод с участието на гост д-р Робърт Малоун (#1757). На 25 януари 2022 г. Нийл Йънг поисква музиката му да бъде премахната от Спотифай, заради дезинформацията за Джо Роугън за COVID-19. На следващия ден, макар да застава на страната на Роугън, Спотифай обявява, че ще премахне цялата музика на Йънг по негово искане, заявявайки, че съжалява за решението на Йънг и се надява „да го приветства отново скоро“. На 28 януари Джони Мичъл обявява, че тя ще премахне музиката си от Спотифай в подкрепа на Йънг. На 29 януари Джеймс Блънт се шегува в Туитър, че ще пусне музиката си в Спотифай, освен ако не премахнат подкаста The Joe Rogan Experience от платформата, докато Нилс Лофгрен обявява, че ще изтегли музиката си от Спотифай в подкрепа на Йънг. Подкастърът и автор Брене Браун също обявява, че няма да пуска ексклузивни подкасти за Спотифай до второ нареждане. Принц Хари и Меган Маркъл, които подписват многогодишно партньорство със Спотифай заявяват, че от април 2021 г. те също са започнали да „изразяват загриженост“ относно дезинформацията за COVID-19 на платформата. На 30 януари главният изпълнителен директор на Спотифай Даниел Ек обявява, че Спотифай ще постави предупредителни предупреждения върху подкасти, които обсъждат COVID-19 на платформата, която ще пренасочва към информационен център за COVID-19. Източник: Criticism of Spotify, посетено на 18 септември 2022 г.
2. ↑  В хералдиката страните на щита се определят не от положението на зрителя, а от това на този, който го държи. Поради тази причина хералдично ляво е всъщност дясно за зрителя и т.н.